# Kanton Ploemeur
Kanton Ploemeur (francouzsky Canton de Ploemeur) je francouzský kanton v departementu Morbihan v regionu Bretaň. Tvoří ho dvě obce.

## Obce kantonu
- Larmor-Plage
- Ploemeur